# Horten Ho X
Horten Ho X – niezrealizowany projekt niemieckiego samolotu myśliwsko-szturmowego typu latające skrzydło z czasów II wojny światowej, zaprojektowany przez braci Horten.

## Historia
Pod koniec wojny Ministerstwo Lotnictwa Rzeszy (RLM) ogłosiło konkurs na samolot myśliwski, który miał być szybszy niż samoloty alianckie oraz gotowy jak najszybciej do rozpoczęcia masowej produkcji. Dodatkowo, myśliwiec musiał ważyć nie więcej niż 2000 kg, o prędkości maksymalnej ok. 750 km/h, długotrwałości lotu przekraczającej 30 minut oraz rozbiegu do 500 metrów.  Do konkursu stanęły Arado, Blohm & Voss, Fieseler, Focke-Wulf, Heinkel, Junkers, Messerschmitt i Siebel. Ostatecznie wybrano projekt Heinkla, którego do końca wojny zbudowano zaledwie 250 sztuk

## Projekt
Mimo niezgłoszenia do konkursu, bracia Horten opracowali projekt samolotu typu latające skrzydło, który spełniał wymagania RLM na myśliwiec ludowy (Volksjäger).
Według założeń braci Horten kadłub maszyny miał mieć szkielet z rur stalowych, natomiast skrzydeł z belek drewnianych. Całość samolotu miała być kryta sklejką. Skrzydła o kształcie zbliżonym do trapezu, z zaokrąglonymi nieco końcówkami. Samolot nie posiadał pionowych stateczników, a sterowanie możliwe było dzięki odpowiedniej pracy lotek i klap. podwozie trójpodporowe, z kółkiem przednim, chowane w locie. Turboodrzutowy silnik BMW 003E o ciągu 8,83 kN lub Heinkel He S 011 A-0 o ciągu 12,75 kN miał być mocowany w tylnej części płatowca, zaopatrywany w powietrze z dwóch wlotów po obu stronach kabiny pilota.
Projekt zakładał wyposażenie samolotu w jedno działko 30 mm zamontowane w nosie maszyny oraz dwa karabiny kalibru 13 mm, zamontowane w krawędzi natarcia skrzydeł.
Powstały jedynie modele w małej skali. Prace nad modelem w pełnej skali przerwał koniec wojny.